# Interkom

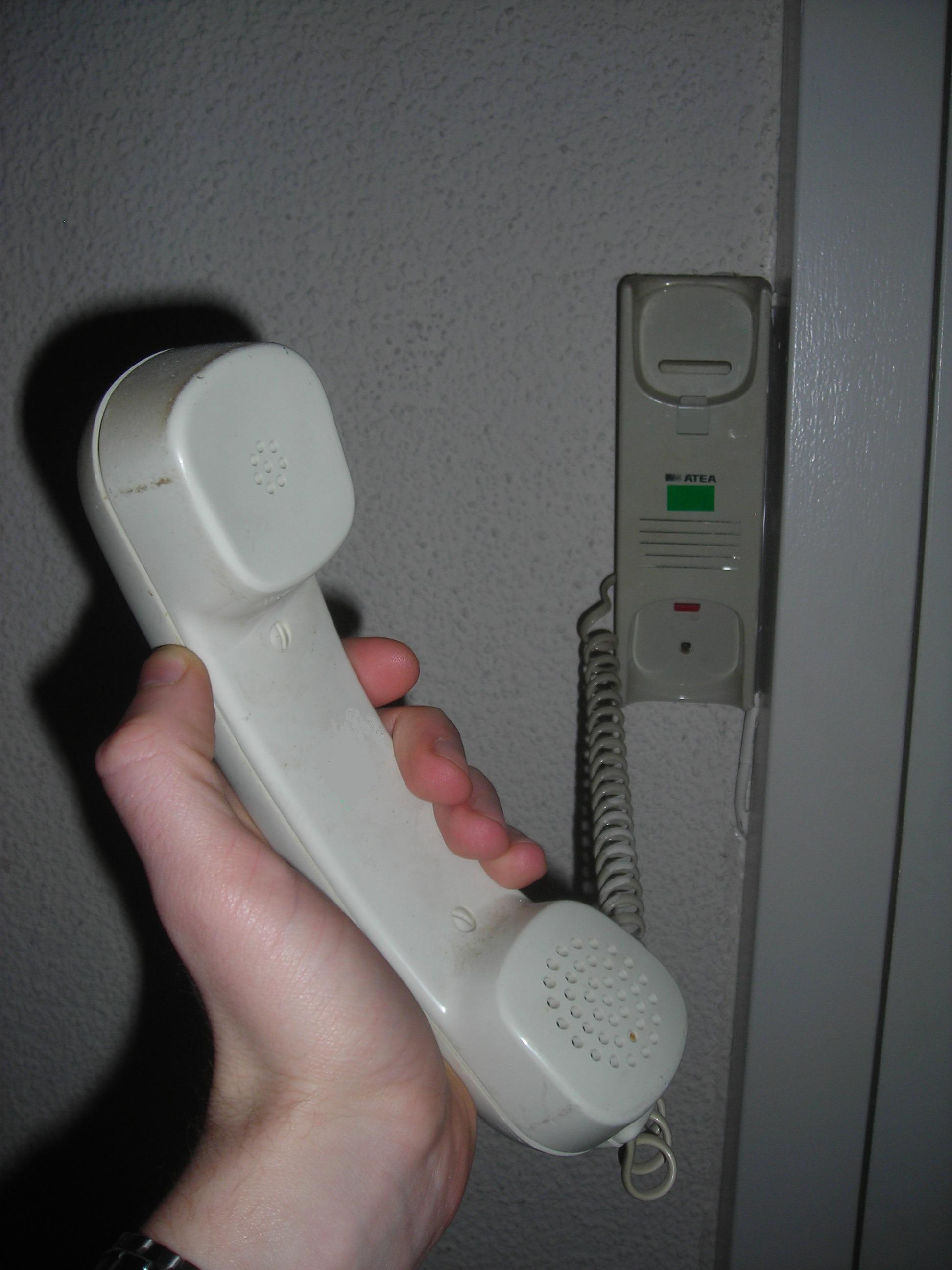
Interkom telefoniczny

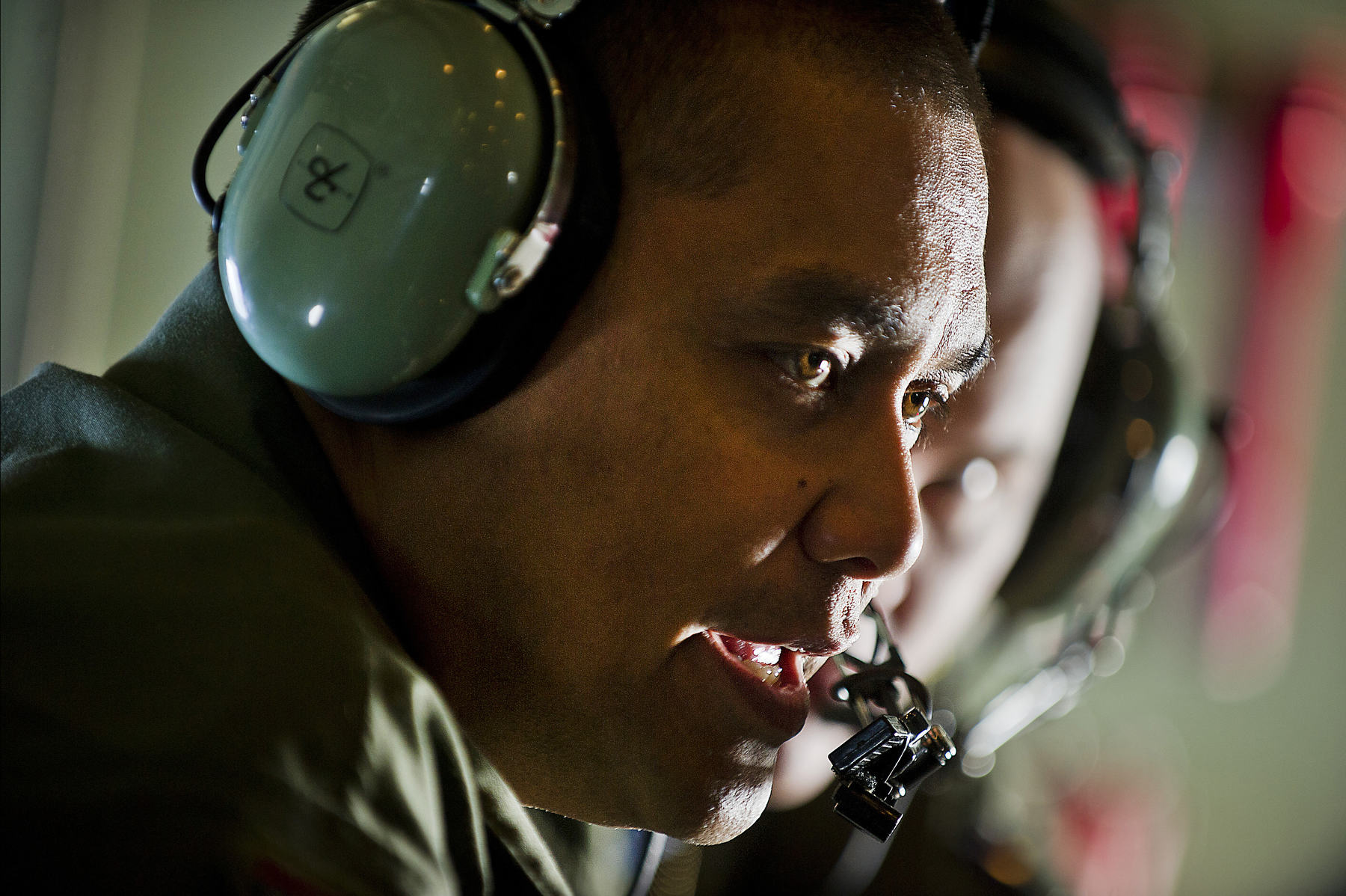
Pilot rozmawiający przez interkom

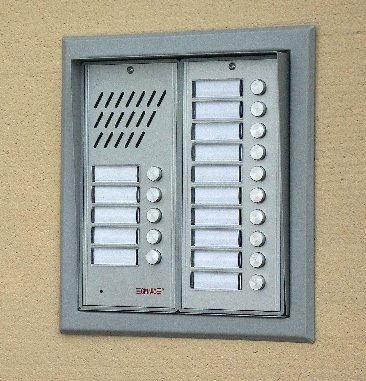
Interkom naścienny

Interkom (urządzenie inter-komunikacyjne) – system służący do komunikacji głosowej wewnątrz budynku, zespołu kilku budynków lub pojazdu, np. w samolocie, funkcjonujący niezależnie od publicznej sieci telefonicznej. Interkomy są najczęściej na stałe montowane w budynkach lub pojazdach, ale istnieją także systemy przenośne. Interkom może mieć połączenie z systemem adresowania publicznego, krótkofalówkami, telefonami i innymi interkomami. Niektóre interkomy mają dodatkowe funkcje, takie jak obsługa urządzeń zewnętrznych, zamków do drzwi, bram lub świateł sygnalizacyjnych.

## Opis działania i funkcje interkomu
Podstawowy system interkomowy składa się z dwóch połączonych stacji abonenckich, każda ma mikrofon, głośnik oraz przycisk dzwonka. Kiedy przycisk na jednej ze stacji zostanie naciśnięty, interkom przesyła sygnał do drugiej stacji, z której można usłyszeć sygnał dzwonka. Po odebraniu, najczęściej poprzez podniesienie słuchawki, obie stacje łączą się ze sobą i sygnały dźwiękowe są przesyłane pomiędzy nimi, dzięki czemu możliwa jest rozmowa między abonentami.
Bardziej skomplikowane systemy interkomowe, składające się z większej ilości stacji abonenckich (więcej niż 2), potrzebują do poprawnego działania również jednostki centralnej, łączącej abonentów między sobą podczas każdej rozmowy.

## Dodatkowe funkcje interkomów
Dodatkowe funkcje interkomów to:
- możliwość podłączenia systemu interkomowego do sygnałów miejskich linii telefonicznych
- możliwość nadania komunikatu do wybranej grupy abonentów - również do wszystkich jednocześnie
- możliwość rozmowy na zasadzie konferencji 1+2
- możliwość wysyłania komunikatów alarmowych
- możliwość podłączenia jako abonentów systemów komputerowych z modemami, co umożliwia rozsyłanie danych komputerowych w budynku, w tym łączność pomiędzy stacjami komputerowymi oraz sterownie drogą komputerową urządzeń zewnętrznych
- możliwość obsługi urządzeń zewnętrznych, np. zamków otwierających drzwi

## Przenośne interkomy

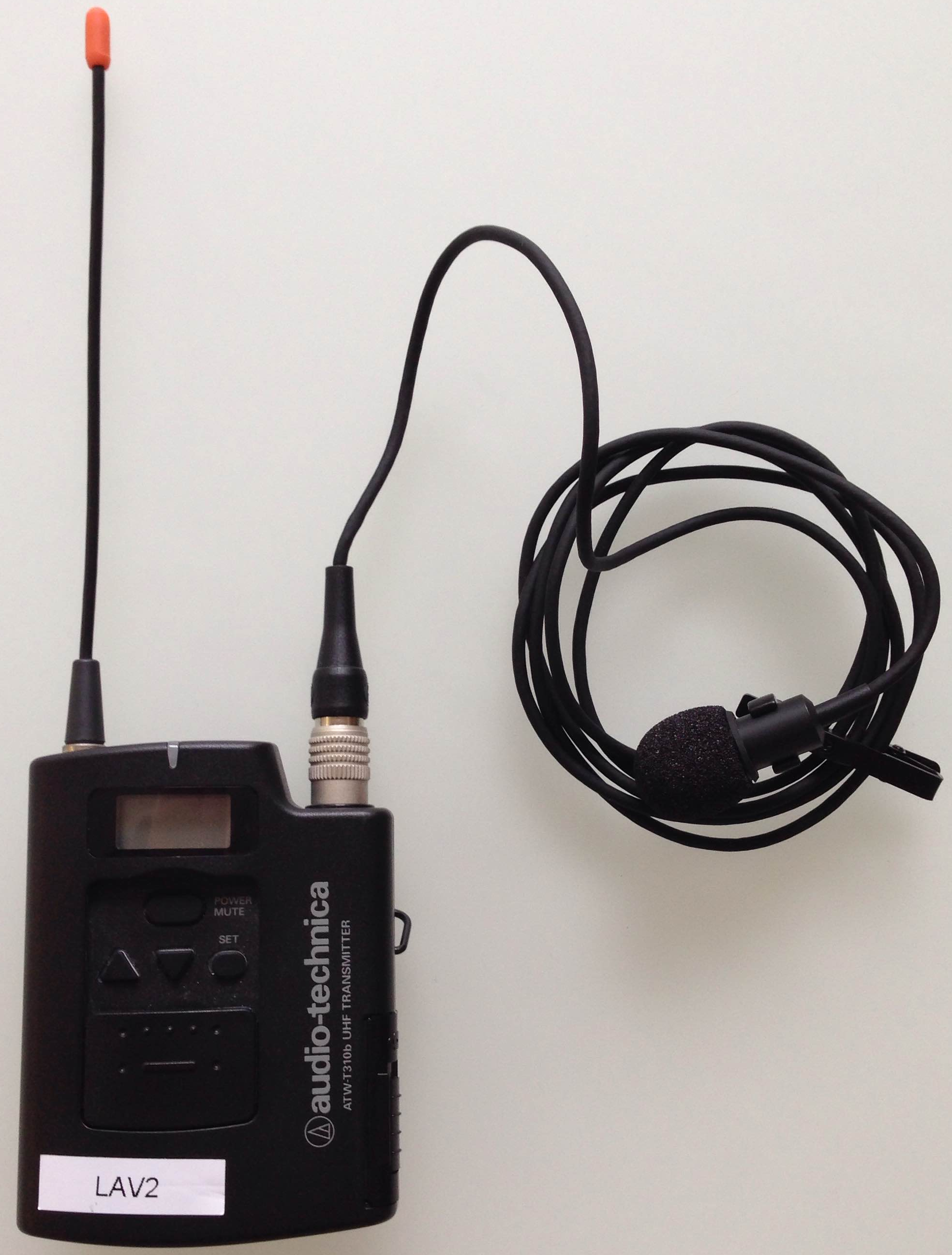
Interkom montowany do paska

Przenośne interkomy są powszechnie używane tam, gdzie nie można zastosować systemów zamontowanych na stałe. Używa ich personel imprez specjalnych oraz drużyny sportowe. Natomiast w teatrach i salach koncertowych najczęściej używana jest kombinacja elementów systemu interkomu zamontowanych na stałe oraz elementów przenośnych.

## Rodzaje interkomów
- Jednostka centralna - Urządzenie kontrolujące system interkomu, może zainicjować połączenie dowolnych stacji abonenckich[1].
- Interkom naścienny - stacja interkomu montowana na ścianie, najczęściej podtynkowo.

- Interkom bezprzewodowy montowany do paska[5]
- Interkom telefoniczny - w formie słuchawki telefonicznej[1]
- Interkom w formie zestawu słuchawkowego - często używany przez pilotów samolotów[2]
- Interkom bluetooth - stosowany przez motocyklistów[6]
- Interkom sterylny - specjalna konstrukcja uniemożliwia rozwój bakterii. Ma on zastosowanie między innymi w salach operacyjnych, pomieszczeniach laboratoryjnych.[7]